# Real Madrid Club de Fútbol 1980-1981
Questa voce raccoglie le informazioni riguardanti il Real Madrid Club de Fútbol nelle competizioni ufficiali della stagione 1980-1981.

## Stagione
La squadra chiude la stagione con il secondo posto in campionato, i quarti di finale in Coppa del Re e il raggiungimento della finale della Coppa dei Campioni.

## Rosa
| N. |                           | Ruolo | Calciatore             |
| -- | ------------------------- | ----- | ---------------------- |
|    | Spagna (bandiera)         | P     | Mariano García Remón   |
|    | Spagna (bandiera)         | P     | Agustín Rodríguez      |
|    | Spagna (bandiera)         | P     | Miguel Ángel González  |
|    | Spagna (bandiera)         | D     | José Antonio Camacho   |
|    | Spagna (bandiera)         | D     | Rafael García Cortés   |
|    | Spagna (bandiera)         | D     | Andrés Sabido          |
|    | Spagna (bandiera)         | D     | Antonio García Navajas |
|    | Spagna (bandiera)         | D     | Gregorio Benito        |
|    | Spagna (bandiera)         | D     | Ángel Pérez García     |
|    | Spagna (bandiera)         | D     | Isidoro San José       |
|    | Germania Ovest (bandiera) | C     | Ulrich Stielike        |

| N. |                        | Ruolo | Calciatore                 |
| -- | ---------------------- | ----- | -------------------------- |
|    | Spagna (bandiera)      | C     | Ángel de los Santos        |
|    | Spagna (bandiera)      | C     | Vicente del Bosque         |
|    | Spagna (bandiera)      | C     | Ricardo Gallego            |
|    | Spagna (bandiera)      | C     | Francisco García Hernández |
|    | Spagna (bandiera)      | C     | Miguel Ángel Portugal      |
|    | Spagna (bandiera)      | A     | Juanito                    |
|    | Spagna (bandiera)      | A     | Santillana                 |
|    | Spagna (bandiera)      | A     | Isidro Díaz González       |
|    | Spagna (bandiera)      | A     | Francisco Pineda           |
|    | Inghilterra (bandiera) | A     | Laurie Cunningham          |
|    | Spagna (bandiera)      | A     | Hipólito Rincón            |